# 索尼α850
DSLR-α850是索尼推出的第二台α全画幅数码单反相机，於2009年8月27日发布。
α850作為一部簡約版α900，继承了前作的大部分特性：3英寸92万像素的LCD显示屏，24.6百万全画幅的CMOS传感器，雙BIONZ影像處理器，鎂合金機身，內置SteadyShot INSIDE防震功能。不過定位上α850始終比α900要低，索尼把a850最高連拍被限制至每秒3張，觀景器由100%(α900)下降到98%(α850)，但其他功能並沒有分別。